# Liste der Kulturgüter in Bedretto
Die Liste der Kulturgüter in Bedretto enthält alle Objekte in der Gemeinde Bedretto im Kanton Tessin, die gemäss der Haager Konvention zum Schutz von Kulturgut bei bewaffneten Konflikten, dem Bundesgesetz vom 20. Juni 2014 über den Schutz der Kulturgüter bei bewaffneten Konflikten sowie der Verordnung vom 29. Oktober 2014 über den Schutz der Kulturgüter bei bewaffneten Konflikten unter Schutz stehen.
Objekte der Kategorie A sind im Gemeindegebiet nicht ausgewiesen, Objekte der Kategorie B sind vollständig in der Liste enthalten, Objekte der Kategorie C fehlen zurzeit (Stand: 1. Januar 2023).

## Kulturgüter
| Foto |                                                      | Objekt                    | Kat. | Typ | Standort                | Beschreibung |
| ---- | ---------------------------------------------------- | ------------------------- | ---- | --- | ----------------------- | ------------ |
| ja   | Datei hochladen · Wikidata zu Haus Rossi (Q29883892) | Casa Rossi KGS-Nr.: 05268 | B    | G   | Ossasco 684436 / 151833 |              |